# 马耶迪内·梅基西-贝纳巴
马耶迪内·梅基西-贝纳巴（法語：Mahiedine Mekhissi-Benabbad，1985年3月15日—）是一名主要参加3000米障碍赛的阿尔及利亚裔法国中长跑运动员。他在奥林匹克运动会、世界田径锦标赛、欧洲田径锦标赛和欧洲室内田径锦标赛获得多枚奖牌。
梅基西-贝纳巴因为一些不当举动而备受争议，他曾在2010年和2012年欧洲锦标赛先后两次袭击赛事吉祥物，并在2011年钻石联赛摩纳哥站和队友Mehdi Baala斗殴。